# Comté de Jones (Mississippi)
Pour les articles homonymes, voir Comté de Jones.
Le comté de Jones est situé dans l’État du Mississippi, aux États-Unis. Il comptait 64 958 habitants en 2000. Les sièges sont Laurel et Ellisville.
Le film l'État libre de Jones, décrit de façon romancée la rébellion qui eut lieu dans le comté à la fin de la guerre de Sécession.